# سام ويلارد
سام ويلارد (7 سبتمبر 1988 في الولايات المتحدة - ) (بالإنجليزية: Sam Willard)‏ هو لاعب كرة سلة أمريكي في مركز هجوم قوي الجسم.

## وصلات خارجية
- سام ويلارد على موقع كرة السلة الأوروبية.كوم (الإنجليزية)
- سام ويلارد على موقع كلية كرة السلة في سبورتس رفرنس.كوم (الإنجليزية)
- سام ويلارد على موقع ريلجم (الإنجليزية)